# 佩韦勒地区唐普勒沃
佩韦勒地区唐普勒沃（法語：Templeuve-en-Pévèle，法語發音：[tɑ̃plœv ɑ̃ pevɛl]，2016年之前名为唐普勒沃 (Templeuve) ）是法国上法蘭西大區北部省的一个市镇，属于里尔区。

## 地理
佩韦勒地区唐普勒沃（50°31'36"N, 3°10'30"E）面积15.84 平方千米，位于法国上法蘭西大區北部省，该省份为法国最北部的省份及最长的省份，西北濒北海，西接加来海峡省，南至埃纳省和索姆省，东与比利时接壤。
与佩韦勒地区唐普勒沃接壤的市镇（或旧市镇、城区）包括：梅朗图瓦地区佩罗讷、佩韦勒地区卡佩勒、锡苏万、埃讷沃兰、弗勒坦、热内、卢维勒、梅里尼、诺曼。

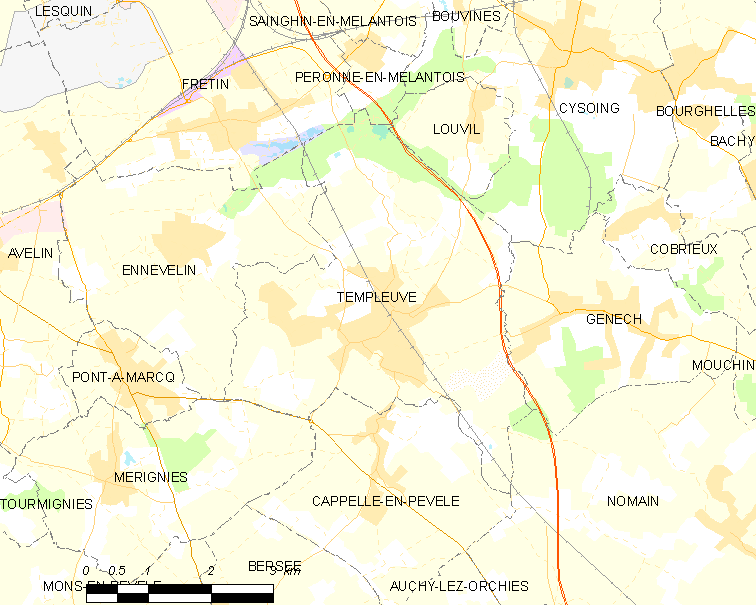
佩韦勒地区唐普勒沃的OSM定位图

佩韦勒地区唐普勒沃的时区为UTC+01:00、UTC+02:00（夏令时）。

## 行政
佩韦勒地区唐普勒沃的邮政编码为59242，INSEE市镇编码为59586。

## 政治
佩韦勒地区唐普勒沃所属的省级选区为佩韦勒地区唐普勒沃县。

## 人口

1962-2008年间佩韦勒地区唐普勒沃人口变化图示

佩韦勒地区唐普勒沃于2022年1月1日时的人口数量为6979人。